# Rhadinopsylla semenovi
Rhadinopsylla semenovi är en loppart som beskrevs av Anatol I. Argyropulo 1946. Rhadinopsylla semenovi ingår i släktet Rhadinopsylla och familjen mullvadsloppor. Inga underarter finns listade i Catalogue of Life.